# Grup de la cerchiaraïta
El grup de la cerchiaraïta és un grup de minerals de la classe dels silicats. Està format per tres espècies: la cerchiaraïta-(Al), la cerchiaraïta-(Fe) i la cerchiaraïta-(Mn). Totes tres cristal·litzen en el sistema tetragonal.
| Espècie           | Fórmula                                |
| ----------------- | -------------------------------------- |
| Cerchiaraïta-(Al) | Ba₄Al₄O₃(OH)₃(Si₄O₁₂)[Si₂O₃(OH)₄]Cl    |
| Cerchiaraïta-(Fe) | Ba₄Fe³⁺₄O₃(OH)₃(Si₄O₁₂)[Si₂O₃(OH)₄]Cl  |
| Cerchiaraïta-(Mn) | Ba₄Mn³⁺₄(Si₄O₁₂)O₂(OH)₄Cl₂[Si₂O₃(OH)₄] |

Segons la classificació de Nickel-Strunz els minerals d'aquest grup pertanyen a «09.CF: Ciclosilicats amb enllaços senzills de 4 [Si₄O₁₂]8-, amb anions complexos aïllats» juntament amb els següents minerals: ashburtonita, kainosita-(Y), clinofosinaïta, fosinaïta-(Ce) i strakhovita.
Aquests minerals només han estat trobats en punts molt concrets d'Europa, Austràlia i del nord d'Amèrica.